# Daereungwon
Daereungwon (kor. 대릉원) ist eine Ansammlung von 23 Hügelgräbern (Tumuli) im Zentrum der südkoreanischen Stadt Gyeongju. Das Areal ist Teil der UNESCO-Welterbestätte Historische Stätten von Gyeongju. 

## Übersicht
Das Areal ist als Park gestaltet und eine der Hauptsehenswürdigkeiten Gyeongjus. Die Gräber sind die letzten Ruhestätten von Königen und anderen hochgestellten Persönlichkeiten des Reiches von Silla.
In das „Grab des himmlischen Pferdes“ (Cheonmachong, 천마총, Grab Nr. 155) wurde ein Eingang gegraben, so dass man das Innere besichtigen kann. In ihm befinden sich neben der Grabstätte Nachbildungen der Fundstücke, die im Grab gefunden wurden. Darunter zwei goldene Kronen (Nationalschatz Nr. 188 und 189), die wertvollsten gefundenen Einzelstücke aus den Gräbern. Cheonmaching ist 13 Meter hoch und hat einen Durchmesser von 47 Meter. Es wurde Ende des fünften Jahrhunderts errichtet. Seinen Namen erhielt das Grab von einem Bild eines weißen Pferdes auf einem dort gefundenen Sattel (Cheonmado, Nationalschatz Nr. 207). Alle Originalfundstücke befinden sich im Gyeongju Nationalmuseum. Seinen Namen hat das Grab vom Bild eines Pferdes, dem Cheonmado. Es ist das einzige bekannte Gemälde aus der Zeit des Königreichs Silla.
Den größten Grabhügel bilden die Doppelhügel des „Hwangnam Daechong“ mit einer Fläche von 80 × 120 Meter. Der nördliche Hügel erreicht eine Höhe von 23 Meter, der südliche 22,2 Meter. Im Grab ruhten ein Königspaar und über 30.000 Relikte, teils aus Gold. Darunter eine weitere Krone aus Gold und Jade (Nationalschatz Nr. 191). 
Auch das Grab von König Michu (Regierungszeit: 262–284), dem 13. König von Silla, befindet sich dort. Als die Japaner, während der Regentschaft Yuryes, des 14. Königs, in das Reich einfielen, sollen der Legende nach Soldaten mit Bambusblättern in den Ohren aus dem Grab gekommen sein, die die Invasoren besiegten.

## Galerie

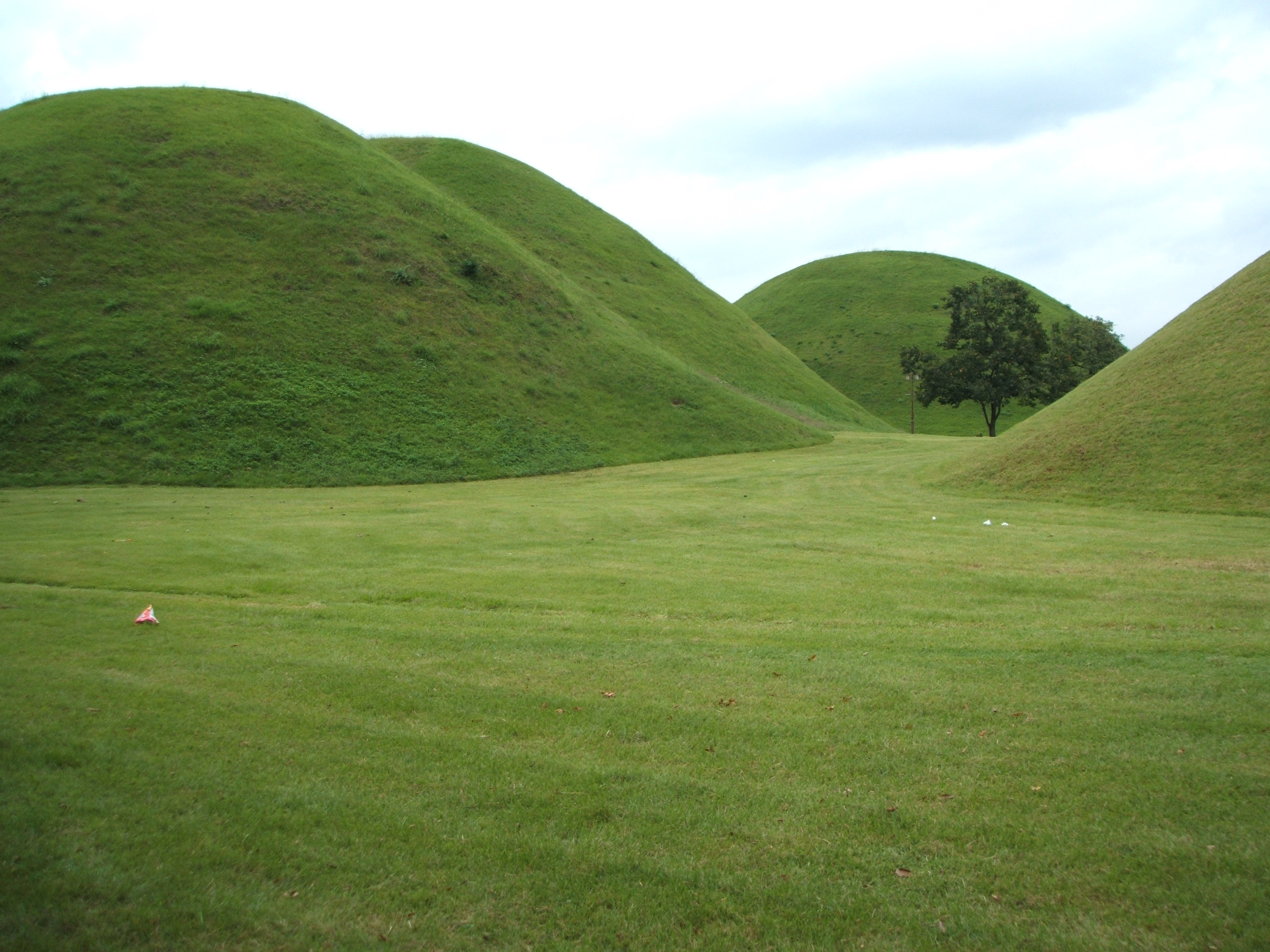
Cheonmachong, Daerungwon
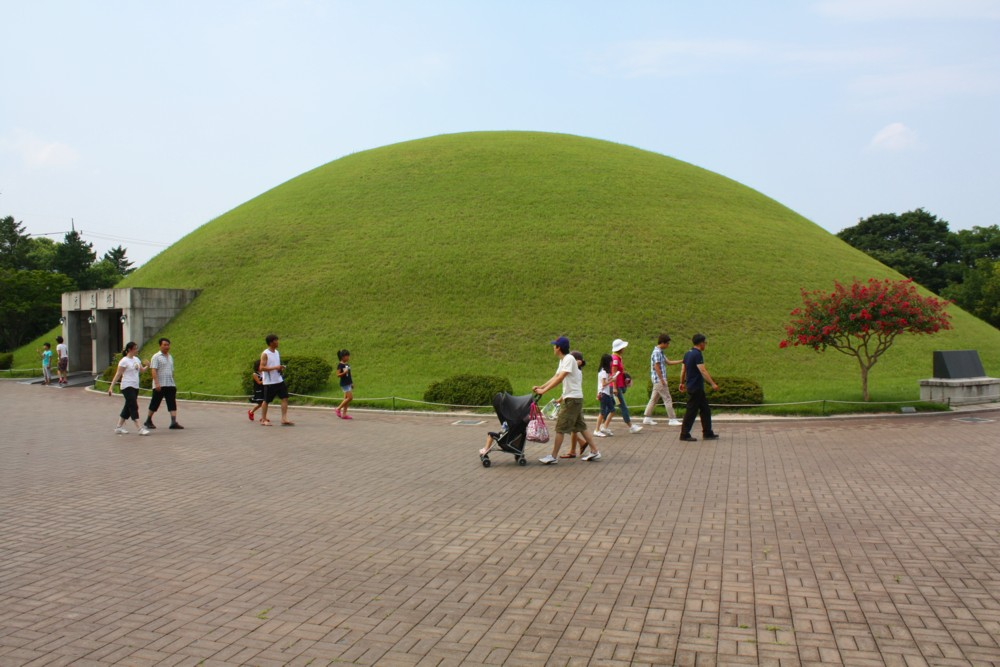
Cheonmachong, Daerungwon, Gyeongju
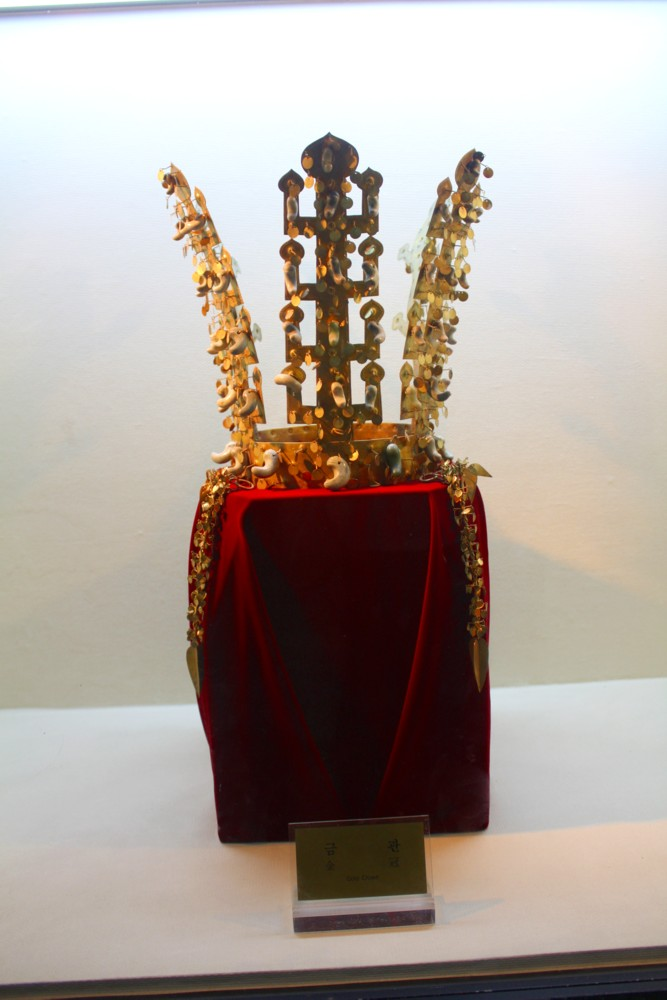
Krone aus dem Cheonmachong (Nationalschatz Nr. 188)
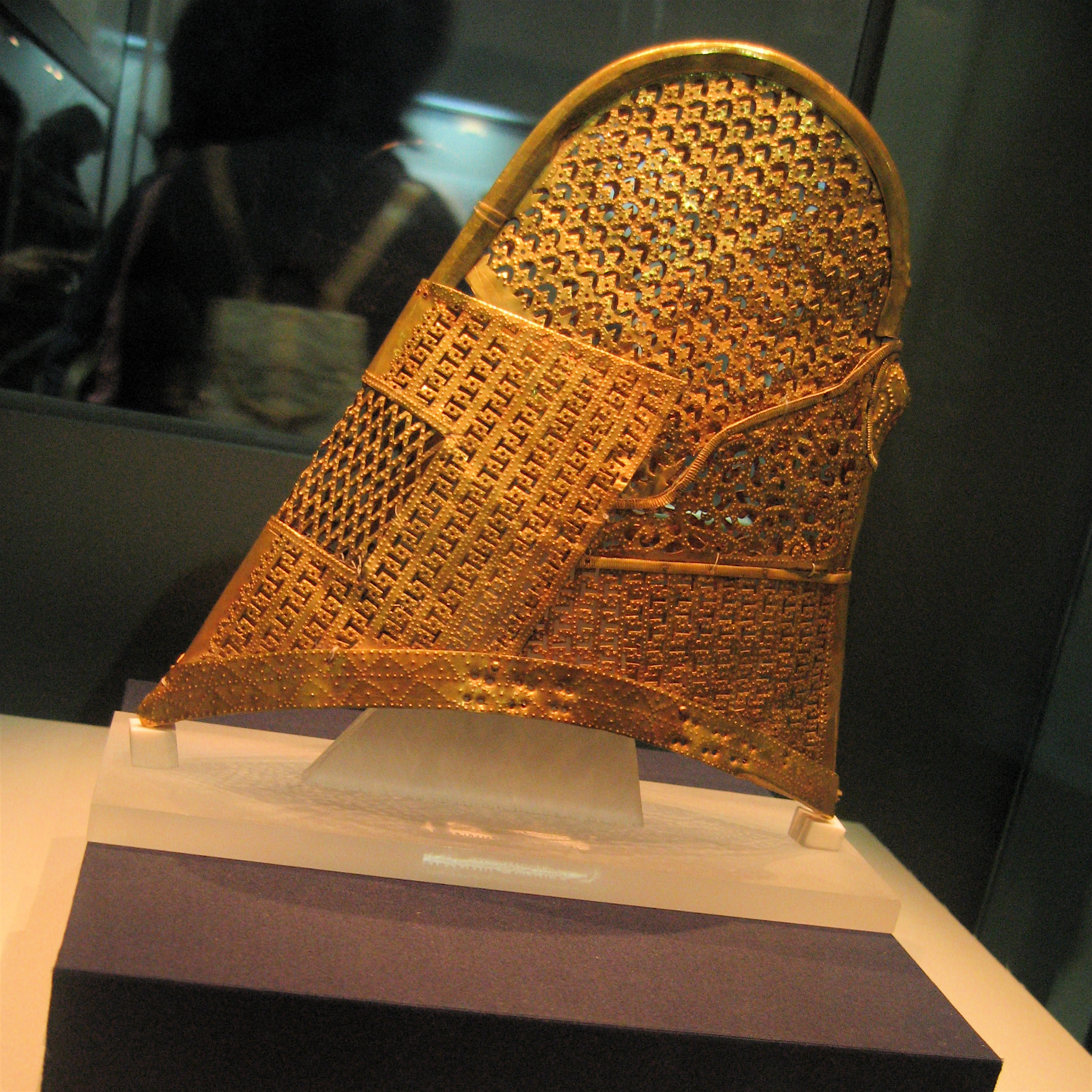
Krone aus dem Cheonmachong (Nationalschatz Nr. 189)
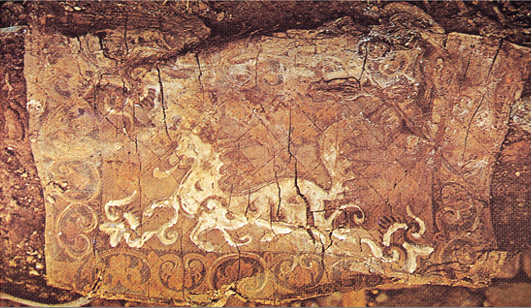
Cheonmado
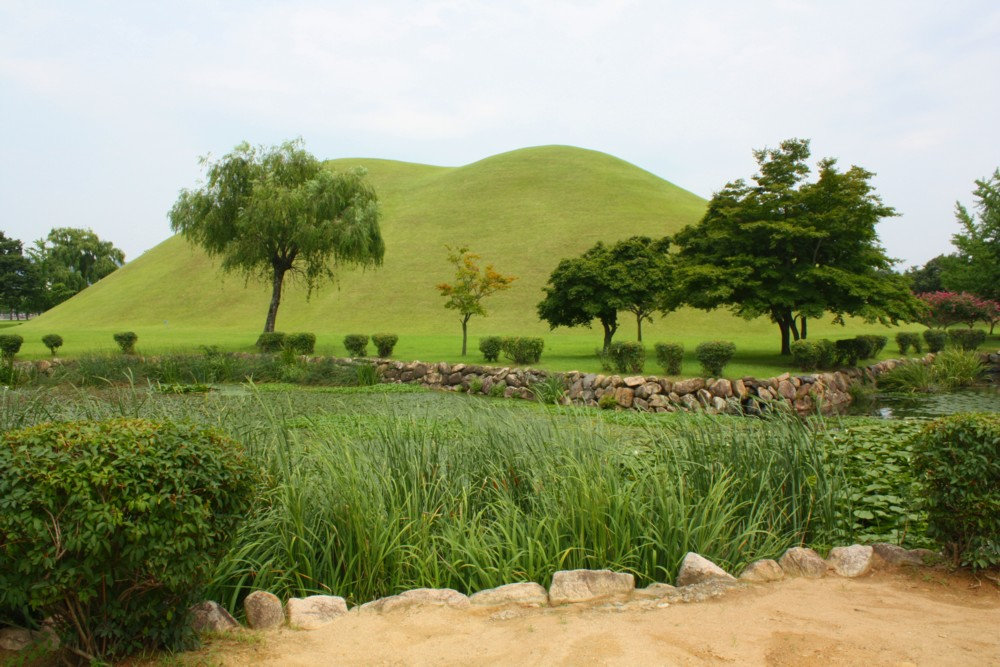
Hwangnam Daechong
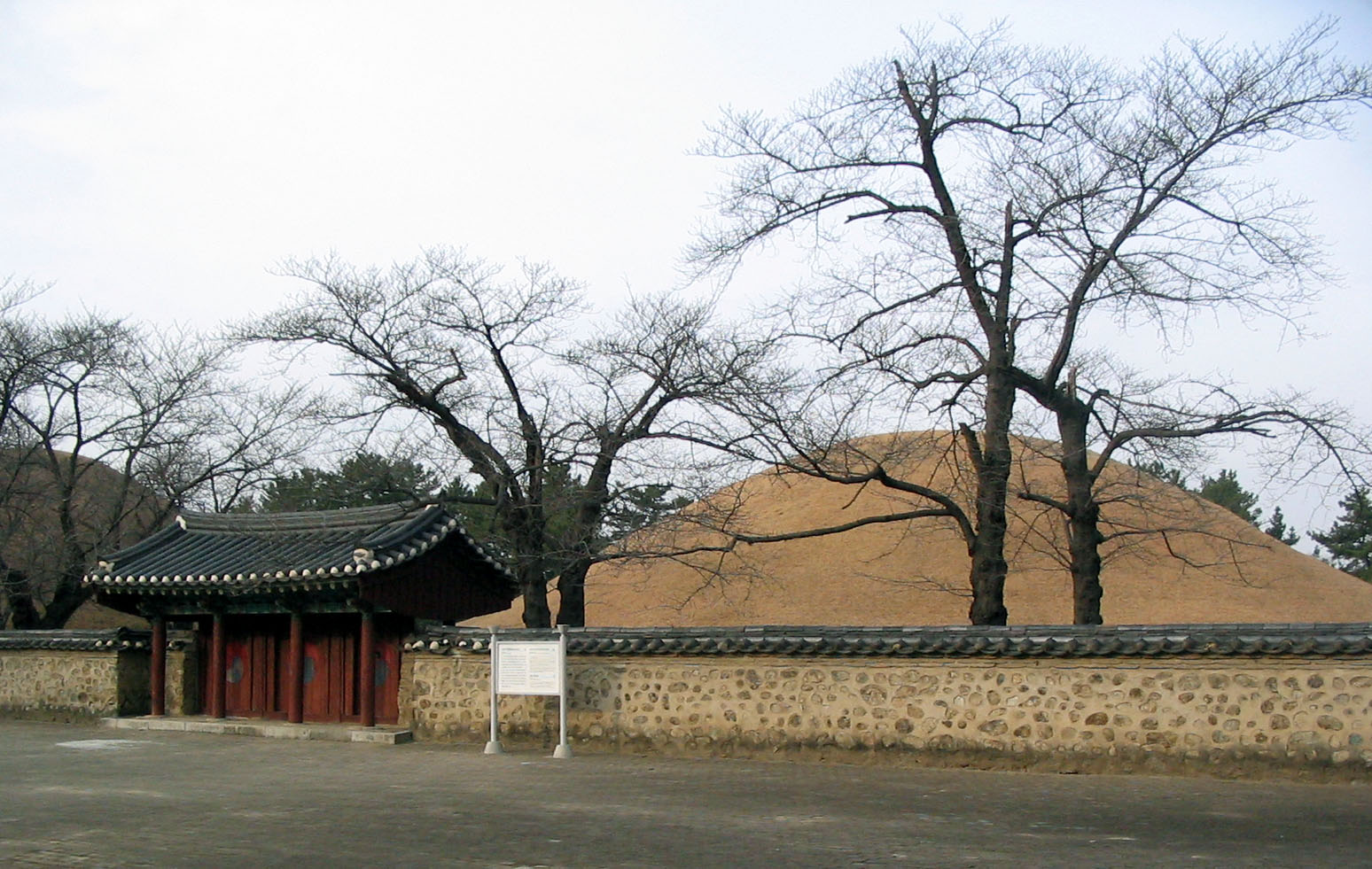
Grab von König Michu (im Winter)